# Савромат I
Тиберий Юлий Савромат I или само Савромат I (на старогръцки: Τιβέριος Ἰούλιος Σαυροματης Α' Φιλόκαισαρ Φιλορώμαίος Eυσεbής, Philocaesar Philoromaios Eusebes; на латински: Tiberius Julius Sauromates I Philocaesar Philoromaios Eusebes, Sauromates I; † 123) от династията на Аспургидите, е принц и римски клиент-цар на Боспорското царство през 90/93- 123 г.

## Биография
Той е син на цар Тиберий Юлий Раскупорис I († 90). Прапраправнук е на римския триумвир Марк Антоний и праправнук на цар Митридат VI от Понт, който е потомък на Александър Македонски и на цар Дарий I. Името му Савромат произлиза от Сармати, ираноезично племе.
Савромат I последва баща си през 90 г. на трона. Той е споменаван в писмата на римския сенатор Плиний Млади, който през 103 г. служи като римски управител на Витиния.
Савромат I се жени и има син Тиберий Юлий Котис II, римски клиент-цар на Боспорското царство от 123 до 131 г.